# Swobodne uznanie
Swobodne uznanie (zwane też władzą dyskrecjonalną) – uprawnienie organów państwowych do podejmowania decyzji w sposób swobodny, czyli nieskrępowany konkretnymi przepisami prawa. Nie oznacza to jednak możliwości wydania decyzji kierując się prywatnymi zachciankami. Decyzję podejmuje się w oparciu o zasady słuszności, sprawiedliwości, etyki, wymogi polityki państwa, itd. Swobodne uznanie zapewnia elastyczność stosowania prawa, zwłaszcza w sytuacjach, gdy trudno uprzednio przewidzieć wszelkie okoliczności sprawy.
Najczęściej norma prawna zawierająca swobodne uznanie ma następujący kształt:
"Jeżeli X, to organ może Y"
gdzie X oznacza hipotezę normy (ogół okoliczności faktycznych w jakiej można ją zastosować),
a Y – dyspozycję normy, czyli sposób powinnego postępowania, jaki może zostać wyznaczony przez organ.
Swobodne uznanie może być stopniowalne:
- całkowite – uznanie dotyczy nie tylko treści decyzji, ale także samego faktu jej wydania – organ może wydać decyzję, ale nie musi (np. nadanie odznaczeń państwowych, zastosowanie prawa łaski),
- uznanie dotyczące treści decyzji, ale organ nie ma wyboru co do faktu jej wydania – decyzję musi wydać
- ograniczone także co do treści decyzji – organ musi wydać decyzje, a ponadto przepisy prawa wyznaczają ramy jej treści.

Przeciwieństwem swobodnego uznania jest decyzja związana.
Zdaniem Jana Zimmermana należy zrezygnować z pojęcia "swobodnego uznania" na rzecz "uznania administracyjnego", a to z takiej przyczyny, by oddzielić socjalistyczno-komunistyczne konotacje z tą pierwszą nazwą związane od standardów nowoczesnego demokratycznego państwa prawa, z którymi owa druga nazwa jest związana.